# Pietà de Nouans
La Pietà dite de Nouans est un tableau attribué au peintre français Jean Fouquet conservé dans l'église paroissiale Saint-Martin de Nouans-les-Fontaines dans le département d'Indre-et-Loire, en France. C'est le fragment d'un grand retable d'église, le seul subsistant dans l'œuvre de Jean Fouquet.

## Historique

### Découverte du tableau

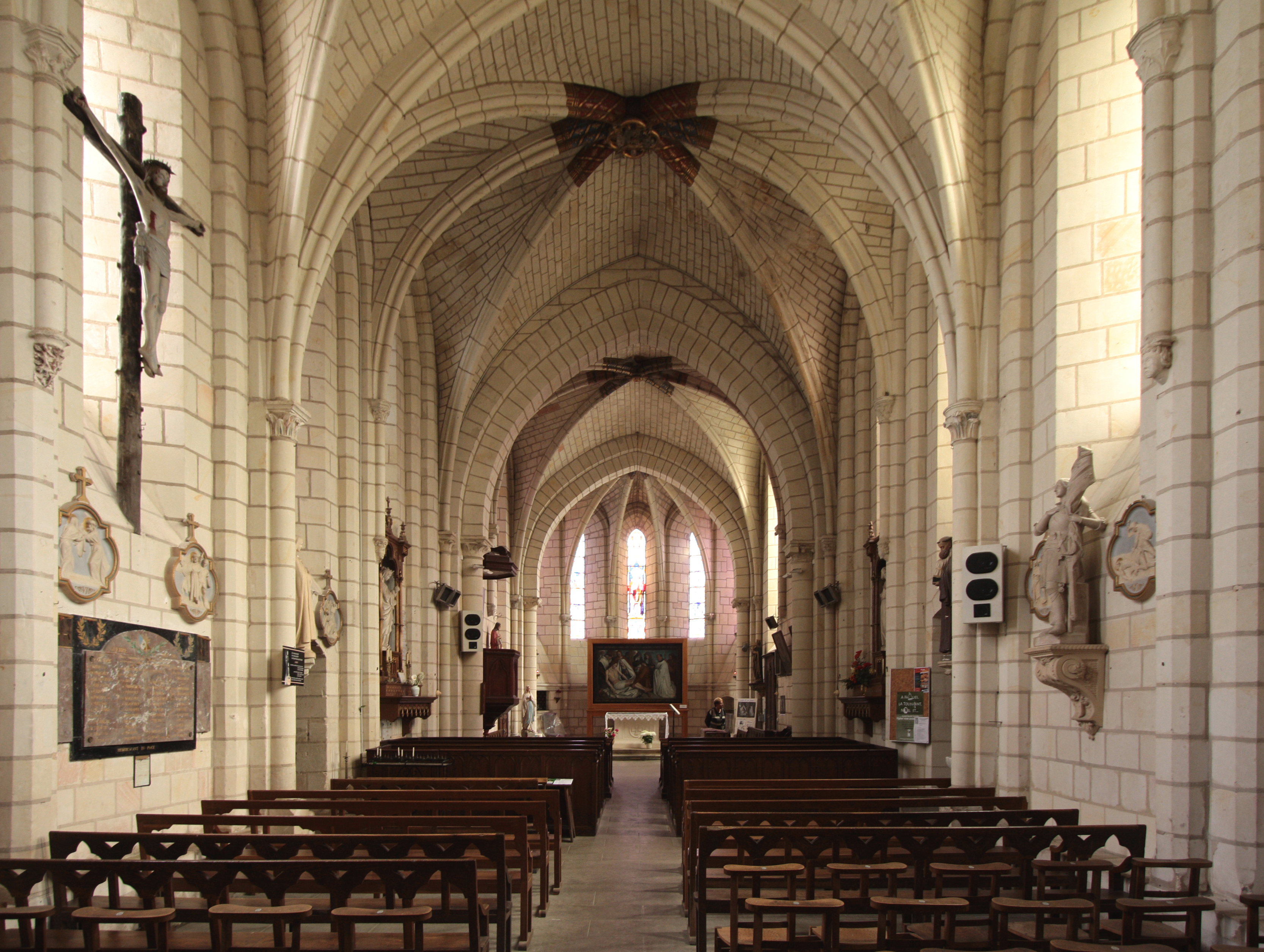
L'intérieur de l'église de Nouans avec le tableau dans son chœur.

Rien n'est connu des origines du tableau, ni le commanditaire ni le lieu pour lequel le retable était destiné. L'œuvre n'a pas été menacée par les destructions menées lors des guerres de religion qui furent nombreuses en Touraine vers 1562 et qui expliquent peut-être le peu d'œuvres religieuses de Fouquet qui soient conservées. Le tableau est redécouvert en 1911 par Paul Vitry, conservateur des sculptures au musée du Louvre et d'origine tourangelle ; le tableau est alors situé au-dessus de la chaire de l'église, presque invisible. Vitry, toutefois, ne signale sa découverte pour la première fois qu'en 1931 dans une communication à la société des antiquaires de France, puis publie un article dans la Gazette des beaux-arts en 1932. Le tableau est aussitôt classé monument historique. Il est exposé dès janvier 1932 à Londres lors d'une grande exposition consacrée à l'art français à la Royal Academy, non loin du Diptyque de Melun. Le tableau est sans doute restauré quelque temps après car les premières photographies montrent que les planches sont disjointes par endroits. Il est restauré en profondeur en 1980 par le laboratoire de recherche des Musées de France à l'occasion de l'exposition au Louvre consacrée à Jean Fouquet en 1981.

### Protection
Le tableau a été classé au titre d'objet en 1931.

### Attribution
Paul Vitry attribue le tableau dans un premier temps à l'école de Jean Fouquet, et c'est sous ce nom qu'il est exposé à Londres. Mais après l'avoir vu lors de l'exposition, plusieurs historiens de l'art tels que Georges Hulin de Loo, Paul Jamot ou Max Jakob Friedländer l'attribuent au maître lui-même et suscitent un consensus pour cette attribution. Charles Sterling émet encore des doutes en 1941, mais se rallie finalement à l'attribution au maître en 1983. De la même manière, si Claude Schaefer est encore hésitant en 1972, il confirme cette attribution dans une monographie en langue allemande consacrée au peintre en 1994. Cette attribution à Fouquet fait désormais l'unanimité, à de très rares exceptions près.

### Datation
Après avoir longtemps envisagé une œuvre tardive du maître ou de son atelier, des années 1470-1480, les historiens de l'art penchent désormais plutôt pour une œuvre des années 1450-1460. Certains détails ont été rapprochés d'œuvres de cette époque : les plis des vêtements du commanditaire et du pagne du Christ avec ceux des rideaux du Portrait de Charles VII, ou encore la recherche de réalisme plastique identique au Diptyque de Melun. Par contre, l'analyse dendrochronologique ne peut donner aucun résultat probant car il n'existe pas assez de références sur la datation du bois de noyer. L'analyse paléographique des inscriptions autour du tableau y voit une forme de lettre plus proche de l'épigraphie romaine que ne l'étaient les inscriptions autour du portrait du roi de France ou du médaillon du Diptyque. Elle tendrait à faire dater l'œuvre à une date plus tardive.

### Le commanditaire

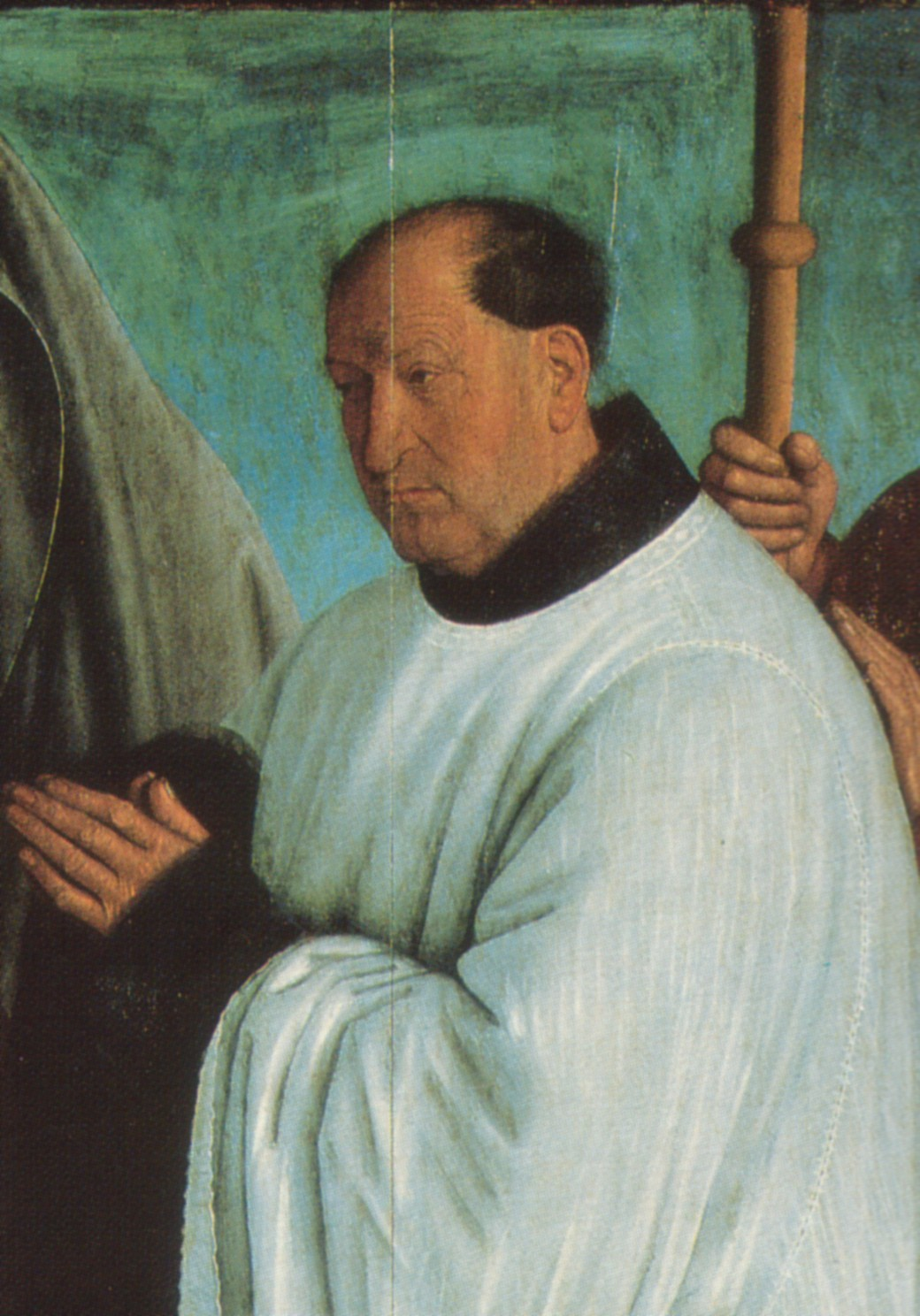
Détail du commanditaire

Le commanditaire est représenté, comme à l'habitude de cette époque, dans le tableau même, sur le côté droit et de la même taille que les autres personnages. Il porte un costume de chanoine, comparable à ceux d'autres chanoines se retrouvant dans des miniatures de Fouquet. D'après les traits de son visage, et selon François Avril, il n'a pas atteint l'âge de quarante ans. Il est accompagné, derrière lui, peut-être par son saint patron, sans doute saint Jacques reconnaissable à son bourdon de pèlerin. Par ailleurs, aucun signe ne permet de l'identifier, aucun symbole héraldique notamment. 
Les historiens de l'art ont donc proposé de nombreuses identifications. Yves de Raulin y a vu Jean Bernard, archevêque de Tours et commanditaire d'un tableau de la Vierge en 1463 d'après les archives, mais il est sans doute trop vieux à cette date. À l'inverse, la proposition d'y voir le chanoine Jacques de Maussabré, curé de la paroisse de Nouans ne tient pas non plus car il était pour sa part trop jeune. Albert Châtelet a proposé le nom de Laurent Bernard, le neveu de Jean, et chantre de Notre-Dame de Loches situé tout près de Nouans, mais rien ne permet de vérifier cette proposition. Plus récemment, Pierre-Gilles Girault a proposé d'y voir Jacques Jouvenel des Ursins, archevêque de Reims et appartenant à une famille de clients de Fouquet.
Christian Mérindol propose pour sa part le nom de Jacques Cœur, dans un retable triptyque commandé pour la chapelle de son hôtel de Bourges. Il identifie les panneaux latéraux de ce triptyque comme étant des représentations Charles VII pour le volet droit et Marie d'Anjou pour le volet gauche, ce dernier étant connu par un dessin conservé à la bibliothèque Inguimbertine (Ms.1764, f.122). Cependant, cela oblige à donner une date très haute au tableau (avant 1451, année de sa disgrâce) et par ailleurs, les décors de la chapelle étaient généralement réalisés par le même artiste, or ces derniers sont généralement attribués à Jacob de Littemont. François Avril pense justement voir plutôt le style de ce dernier dans le portrait originel de Marie d'Anjou. Par ailleurs, l'éclairage de la chapelle ne correspond pas du tout à celui du tableau.

## Analyse

### Thème
L'épisode représenté est assez original : il ne se limite pas véritablement à une pietà, car la scène ne représente pas que la Vierge et le Christ. Il s'agit sans doute du moment entre la descente de croix et la mise au tombeau, c'est-à-dire une Déploration, même si La Base Palissy lui donne le titre de La Descente au tombeau. Le Christ est posé par Joseph d'Arimathie et saint Nicodème sur les genoux de la Vierge ; à ses pieds sont déposés les instruments de la Passion : la couronne d'épines, le marteau et les clous. Ils sont entourés de deux vieillards en arrière-plan, et par des saintes femmes, habillées en religieuses. Saint Jean se tient derrière la Vierge, lui tenant son voile.

### Composition

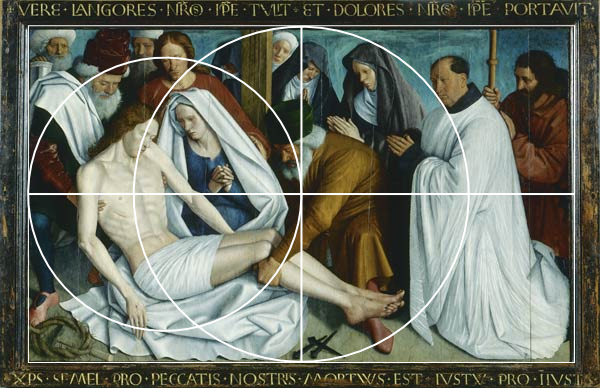
Composition du tableau.

Fouquet met en œuvre une composition très originale qui ne connaît aucun équivalent à l'époque, si ce n'est peut-être dans une descente de croix d'Hugo van der Goes. Mais celle-ci n'est que partiellement conservée au Christ Church college d'Oxford et simplement connue par des dessins et des répliques. On y retrouve le même regroupement de personnages au premier plan. Il use d'une géométrie très stricte faite de croisements de lignes autour du corps du Christ qui forme un triangle avec la tête de saint Jean. 
Le tableau se distingue aussi par ses jeux de couleurs dans les drapés ainsi que dans ses jeux de lumière, celle-ci venant de la droite,. Cette orientation de la lumière ne se retrouve dans aucun autre tableau attribué habituellement à Fouquet,. Autant le coup de pinceau est assuré pour les personnages centraux comme le donateur, autant il est plus hésitant sur la tête de saint Jean qui cache un repentir, Joseph d'Arimathie qui est presque brouillé ainsi que pour les personnages au turbans qui pourraient être de la main d'un collaborateur. Le traitement réalisé sur les atours de la Vierge et sur le surplis du chanoine, faisant écho à celui du portrait de Charles VII, laisse apparaître un style d'exécution aux touches longues, associées à des volumes aux formes cylindriques et strictes.